# Van Bruheze
Van Bruheze (ook: De Bruheze, De Bruhèze e.d.) is de naam van een adellijk geslacht dat haar oorsprong vindt in de buurtschap Bruheze, het latere Brouwhuis bij Helmond. Het geslacht bewoonde daar een slotje.

## Leden van het geslacht
De volgende lijn van leden van dit geslacht is bekend (jaartallen zijn bij benadering):
- Arnt Stamelaart van Bruheze van Wedert (Valkenswaard) (? - 1326), gehuwd met Clementia Mijs
- Arnt van Bruheze, zoon van voorgaande, gehuwd in 1313 met Jutta van Haren
- Willem van Bruheze (? - 1384), zoon van voorgaande, gehuwd in 1360 met Catharina van Doerne
  - Margriet Willem van Bruheze (? - 1421), dochter van voorgaande, gehuwd in 1389 met Jan Johan Bac van Wijtvliet van Tilburg

Voorts:
- Jan van Bruheze (? - 1341), gehuwd in 1321 met nn., hoogschout van 's-Hertogenbosch
- Arnt Stamelaart van Bruheze (? - 1341), zoon van voorgaande, gehuwd in 1340 met Johanna Jan Rovers
- Jan Arntz. van Bruheze (? - 1417), zoon van voorgaande, gehuwd in 1370 met Margriet van Nedervenne
- Jan Jansz. van Bruheze (? - 1440), zoon van voorgaande, gehuwd met Sophie van Gemert
- Dirk Jansz. van Bruheze (? - 1478), zoon van voorgaande, gehuwd in 1472 met Margriet Beckers
- Sophia Dirksdr. van Ter Smissen van Bruheze, dochter van voorgaande, gehuwd in 1496 met Arnt van Eijndhouts

Verdere leden van dit geslacht zijn:
- Rutger van Bruheze, gehuwd met Heilwich van Meykenbroek, was schepen van Breda van 1443-1444
  - Jan van Bruheze (? - 1508), zoon van voorgaandewas schout van Steenbergen in 1480 en 1496, en dijkgraaf van Oude en Nieuwe Landen
  - Cornelis van Bruheze (? - 1504), zoon van voorgaande, huwde Machteld van Looveren in 1448, was rentmeester-generaal van de heerlijkheid Breda in 1489 en was aanwezig bij het huwelijk van Jan van Nassau en Adriana van Haastrect in 1470. Zij brengt het Hof van Looveren in de familie Bruheze.
    - Otto van Bruheze (? - Breda, 17 januari 1531), zoon van voorgaande, was schepen van Breda, borgemeester van Breda (1528-1530), schout van Terheijden en waarnemend schout van Breda.
    - Filips van Bruheze (? - 1543), zoon van voorgaande, was schepen van Oosterhout
    - Hendrik van Bruheze, zoon van voorgaande, was beleend met de molen van Baarle en het ambacht Raamsdonk. In 1517 werd hij heer van 's-Gravenmoer en in 1519 schout van Alphen en Baarle-Nassau
    - Marie van Bruheze, dochter van voorgaande, trouwde in 1493 met Paul van Mechelen, die heer van Mechelen was

Daarnaast worden nog genoemd:
- Jan van Bruheze en zijn broer Willem kochten in 1479 de Stevertse Watermolen van Rutgher van Erpe.
- Jutta van Bruheze, gehuwd met Gerard van Doerne en moeder van Jan van Doerne
- Willem van Bruheze (of: Willem de Bruheze), heer van Bergeijk en mede-oprichter van het klooster Agnetendal te Dommelen in 1430
- Jan van Bruheze (1527 - 1600), bisschop van Groningen en aartsbisschop van Utrecht